# 大好きな先生にHなおねだりしちゃうおませなボクの/私のぷにぷに
『大好きな先生にHなおねだりしちゃうおませなボクの／私のぷにぷに』（だいすきなせんせいにエッチなおねだりしちゃうおませなぼくのわたしのぷにぷに）は、2004年2月27日にCAGEから発売されたアダルトゲームである。
主人公は家庭教師センターへ登録した直後の新人家庭教師との設定。担当する生徒宅に週一回通うこととなる。その過程で生徒の成績を上昇させ、ご褒美と称して性的接触をもち、楽しむというゲーム内容である。

## 詳細
担当生徒について家庭教師の授業を開始するにあたり、はじめにスケジュールを決定する。科目は国語・算数・理科・社会の4科目であり、これを適宜調整する必要がある。なお、授業中に生徒から質問を受けることがあり、これに正解すると生徒の成績が上昇する。また、生徒に宿題を課すことがある。
成績上昇の進捗に応じて「ご褒美」として性的接触をもつことによりシナリオが進行する。

### ♂スイッチ
本作は「♂スイッチ」システムなる機能を搭載している。これはフェイルセーフを目的としたもので、女性キャラクターとの性交渉を目的としてゲームを進めた際に、選択肢を誤って男性キャラクターを攻略対象としてしまうといった「事故」を未然に防ぐ役割を果たしている。
このスイッチのオン/オフによって、攻略対象キャラクターは次のように変動する。
- オフ:かなみ・ともか・はるか・りおん・なつゆ
- オン:かなみ・ともか・はるか・けいと・ゆず

### キャラクター
隆行（たかゆき）
主人公。そこそこの大学に通っている。
森崎 かなみ
声優：島香麗子
主人公の妹
鮎川 ともか
声優：河野まひる
スポーツが得意であるが、クラスの男子にからかわれたことを契機として勉学に励む
なつゆ
声優：須本綾奈
大会社の社長令嬢で、成績が悪い
りおん
声優：佐々木留美子
なつゆ付世話役メイド。なつゆへの忠誠度が高い
桜沢 はるか
声優：浅野麻理亜
クラス委員長。オタク趣味に目覚め、漫画の執筆やコスプレを行っていたところ成績が低下した
桜沢 けいと
声優：立花舞
はるかの弟・美少年
橘 ゆず
声優：野上奈々
病弱。見かけは女性的であるが男性性器がある

### 主題歌

#### オープニングテーマ
- 『ましゅまろ』
  - 作曲・編曲：大三元吉
  - 作詞：緑一色子
  - 歌：森崎かなみ

### スタッフ
- ディレクター：DT_
- 原画：むにゅう
- シナリオ：燕人

## 補足
製作メーカーの前作は『恋する妹はせつなくてお兄ちゃんを想うとすぐHしちゃうの』で非常に長いタイトル名であったが、本作はそれを5文字（かな読み2文字）上回る極めて長いタイトル名となっている。
しかしながら、同メーカーの後作のタイトルは『CAGE BOY’S ヒロイン selection』（2004年8月27日）、『ゆりね〜おねえさまがおしえてくれた〜』（2005年2月11日）となっており、こうした命名は踏襲されていない。
「大好きな先生にHなおねだりしちゃうおませなボクの／私の××××」との表記もみられる。